# John Rice
John C. Rice (7 de abril de 1857, Sullivan County, Nova York - 5 de junho de 1915, Filadélfia, Pensilvânia) foi um ator americano de teatro da Broadway que é creditado por realizar o primeiro beijo na tela com May Irwin em 1896 para o Thomas Edison filme da empresa cinematográfica. O filme foi uma recriação de 47 segundos de uma cena da peça da Broadway The Widow Jones, estrelada por Irwin e Rice.

## Teatro
- 1891: John C. Rice (Bijou Theatre, New York)
- 1891: A Knotty Affair (New York)
- 1895: The Widow Jones (Bijou Theatre, New York)
- 1897: Courted Into Court (Harlem Opera House, später Grand Opera House, New York)
- 1901: Are You a Mason? (Wallack's Theatre, New York)
- 1903: Vivian's Papas (Garrick Theatre)

## Filmografia
- The Kiss - 1896
- The Kiss (1896) John com May Irwin.The Kleptomaniacs - 1900